# 清水政二
清水 政二（しみず せいじ、1905年 - 1988年）は、日本の翻訳家。

## 著書

### 単著
- 未完成交響曲 : 若きシューベルトの肖像 清水政二 著 岡倉書房 1949

### 編著
- 若きシューベルトの生涯 清水政二 編 古賀書店 1942
- エトルリアの美術 荒井新, 清水政二 共編 宝雲舎 1947

### 翻訳
- ベートーヴェン　アントン・シンドラー 著,清水政二 訳 古賀書店 1941
- ニューヨーク侵略さる レオナード・ヴイバーリー 著,清水政二 訳 講談社 1968 (ウイークエンド・ブックス)
- 714便応答せよ A.ヘイリー, J.キャスル 著,清水政二 訳 講談社 1968 (ウイークエンド・ブックス)
- ク・クラクス・クランの内幕 ポール・J.ジレット, ユージン・ティリンジャー 著,清水政二 訳 至誠堂 1969
- ロンメル将軍 デズモンド・ヤング 著,清水政二 訳 月刊ペン社 1969 (ペン・ノンフィクション)
- ロンメル将軍 : 砂漠のキツネ ハインツ・シュミット 著,清水政二 訳 角川書店 1971 (角川文庫)
- サパタ E.ピンチョン 著,清水政二 訳 フジ出版社 1972
- 0-8滑走路 アーサー・ヘイリー&ジョン・キャッスル 著,清水政二 訳 早川書房 1973 (ハヤカワNV文庫)
- グリーン・ビーチ : ディエップ奇襲作戦 ジェイムス・リーソー 著,清水政二 訳 早川書房 1975 (Hayakawa nonfiction)
- 小鼠ニューヨークを侵略 レナード・ウィバーリー 著,清水政二 訳 東京創元社 1976 (創元推理文庫)
- 小鼠月世界を征服 レナード・ウイバーリー 著,清水政二 訳 東京創元社 1977 (創元推理文庫)
- 小鼠ウォール街を攪乱 レナード・ウィバーリー 著,清水政二 訳 東京創元社 1977 (創元推理文庫)
- ロンメル将軍 デズモンド・ヤング 著,清水政二 訳 早川書房 1978 (ハヤカワ文庫. NF)
- 機長席 ロバート・J.サーリング 著,清水政二 訳 早川書房 1980 (Hayakawa novels)
- グリーン・ビーチ ジェイムズ・リーソー 著,清水政二 訳 早川書房 1981 (ハヤカワ文庫. NF)